# PMTair

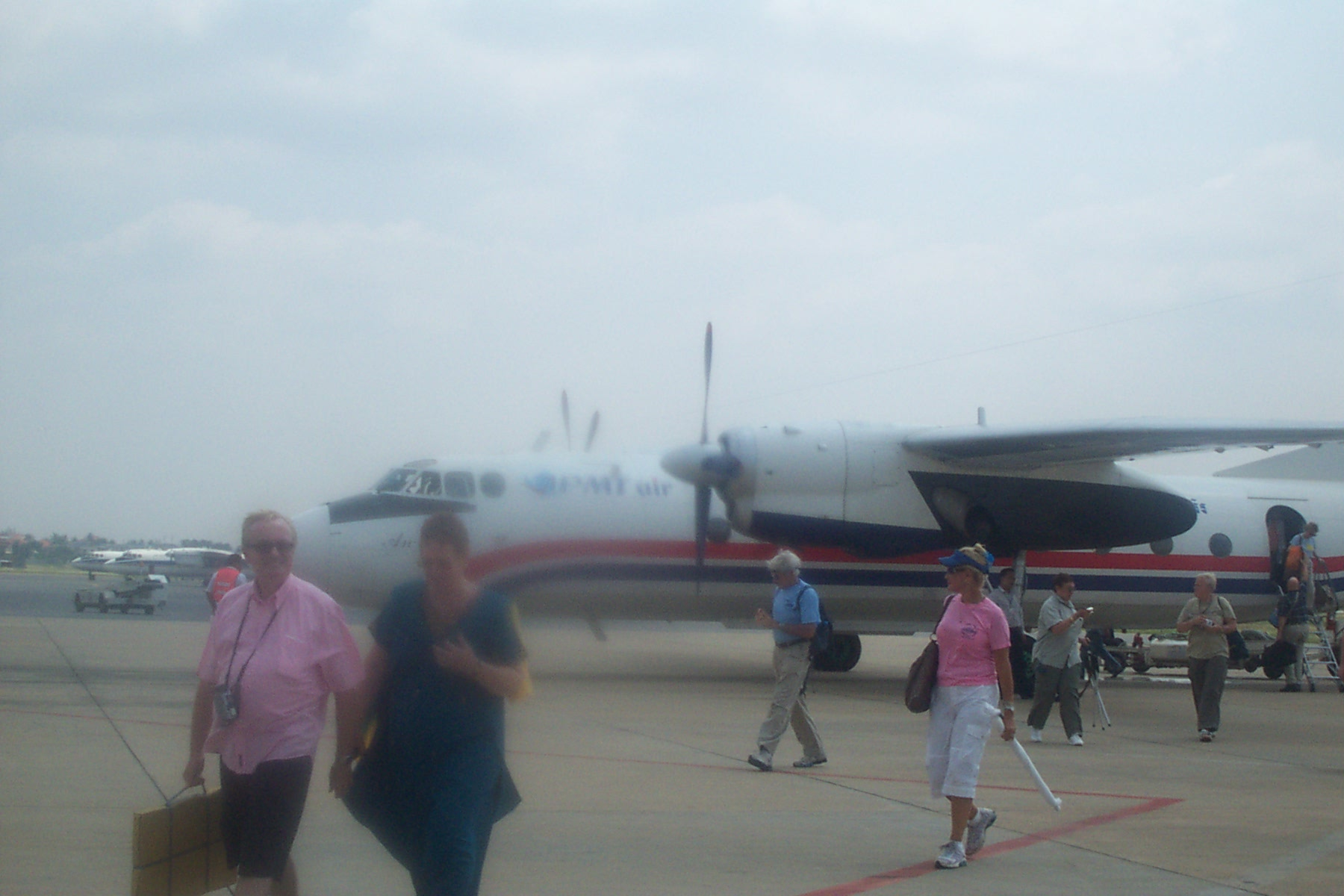
An-24 linii PMTair

PMTair – kambodżańska linia lotnicza z siedzibą w Phnom Penh. Głównym węzłem był port lotniczy Phnom Penh. Została założona 14 stycznia 2003, a przestała istnieć w 2008. Można z nią było polecieć do Siem Reap, Busanu, Seulu i Hanoi.